# Чемпіонат світу з трекових велоперегонів 1932
Чемпіонат світу з трекових велоперегонів 1932 проходив з 27 серпня по 4 вересня 1932 року в Римі, Італія. Змагання проводилися у спринті та гонці за лідером серед професіоналів та у спринті серед аматорів.

## Медалісти

### Чоловіки
Професіонали
| Дисципліна       | Золото      | Срібло          | Бронза        |
| Спринт           | Джеф Шеренс | Люсьен Мішар    | Матіас Енґель |
| Гонка за лідером | Жорж Паяр   | Вальтер Савалль | Еріх Меллер   |

Аматори
| Дисципліна | Золото         | Срібло     | Бронза       |
| Спринт     | Альберт Ріхтер | Ніно Моццо | Франц Дусіка |

## Загальний медальний залік
| Місце  | Країна                | Золото | Срібло | Бронза | Загалом |
| ------ | --------------------- | ------ | ------ | ------ | ------- |
| 1      | Веймарська республіка | 1      | 1      | 2      | 4       |
| 2      | Франція               | 1      | 1      |        | 2       |
| 3      | Бельгія               | 1      |        |        | 1       |
| 4      | Королівство Італія    |        | 1      |        | 1       |
| 5      | Австрія               |        |        | 1      | 1       |
| Всього | Всього                | 3      | 3      | 3      | 9       |